# Eino Puri
Eino Puri (Tartu, 7 maggio 1988) è un ex calciatore estone, di ruolo centrocampista.

## Statistiche

### Presenze e reti nei club
Statistiche aggiornate al 27 ottobre 2017.
| Stagione       | Club       | Campionato | Campionato | Campionato | Coppe nazionali | Coppe nazionali | Coppe nazionali | Coppe continentali | Coppe continentali | Coppe continentali | Supercoppe | Supercoppe | Supercoppe | Totale | Totale |
| Stagione       | Club       | Comp       | Pres       | Reti       | Comp            | Pres            | Reti            | Comp               | Pres               | Reti               | Comp       | Pres       | Reti       | Pres   | Reti   |
| -------------- | ---------- | ---------- | ---------- | ---------- | --------------- | --------------- | --------------- | ------------------ | ------------------ | ------------------ | ---------- | ---------- | ---------- | ------ | ------ |
| ago.-dic. 2017 | Nybergsund | 2D         | 11         | 0          | CN              | -               | -               | -                  | -                  | -                  | -          | -          | -          | 11     | 0      |
| Totale         | Totale     | Totale     | ?          | ?          |                 | ?               | ?               |                    | ?                  | ?                  |            | -          | -          | ?      | ?      |

### Cronologia presenze e reti in Nazionale
| Cronologia completa delle presenze e delle reti in nazionale ― Estonia | Cronologia completa delle presenze e delle reti in nazionale ― Estonia | Cronologia completa delle presenze e delle reti in nazionale ― Estonia | Cronologia completa delle presenze e delle reti in nazionale ― Estonia | Cronologia completa delle presenze e delle reti in nazionale ― Estonia | Cronologia completa delle presenze e delle reti in nazionale ― Estonia | Cronologia completa delle presenze e delle reti in nazionale ― Estonia | Cronologia completa delle presenze e delle reti in nazionale ― Estonia |
| Data                                                                   | Città                                                                  | In casa                                                                | Risultato                                                              | Ospiti                                                                 | Competizione                                                           | Reti                                                                   | Note                                                                   |
| ---------------------------------------------------------------------- | ---------------------------------------------------------------------- | ---------------------------------------------------------------------- | ---------------------------------------------------------------------- | ---------------------------------------------------------------------- | ---------------------------------------------------------------------- | ---------------------------------------------------------------------- | ---------------------------------------------------------------------- |
| 29-5-2009                                                              | Llanelli                                                               | Galles                                                                 | 1 – 0                                                                  | Estonia                                                                | Amichevole                                                             | -                                                                      |                                                                        |
| 30-12-2009                                                             | Vila Real de Santo António                                             | Angola                                                                 | 0 – 1                                                                  | Estonia                                                                | Amichevole                                                             | -                                                                      |                                                                        |
| 19-6-2010                                                              | Kaunas                                                                 | Estonia                                                                | 0 – 0                                                                  | Lettonia                                                               | Coppa del Baltico 2010                                                 | -                                                                      |                                                                        |
| 8-11-2012                                                              | Mascate                                                                | Oman                                                                   | 1 – 2                                                                  | Estonia                                                                | Amichevole                                                             | -                                                                      |                                                                        |
| 31-5-2014                                                              | Ventspils                                                              | Estonia                                                                | 0 – 2                                                                  | Finlandia                                                              | Coppa del Baltico 2014                                                 | -                                                                      |                                                                        |
| Totale                                                                 |                                                                        | Presenze                                                               | 5                                                                      |                                                                        | Reti                                                                   | 0                                                                      |                                                                        |